# دانيل هوزر
دانيل هوزر (بالمجرية: Hauser Dániel)‏ هو لاعب كرة قدم مجري، ولد في 22 أغسطس 1986 في بودابست في المجر. شارك مع منتخب المجر تحت 17 سنة لكرة القدم. أما مع النوادي، فقد لعب مع نادي بودابست.

## وصلات خارجية
- دانيل هوزر على موقع Soccerway.com (الإنجليزية)